# Saint-Melaine-sur-Aubance
Saint-Melaine-sur-Aubance là một xã thuộc tỉnh Maine-et-Loire trong vùng Pays de la Loire phía tây nước Pháp. Xã này nằm ở khu vực có độ cao trung bình 39 mét trên mực nước biển.